# Melnick 42
Pour les articles homonymes, voir Melnick.
Désignations
Melnick 42 est une supergéante bleue de la nébuleuse de la Tarentule dans le Grand Nuage de Magellan, située dans la  constellation de la Dorade à 163 000 années lumière. Bien qu'elle ne soit que 21 fois plus grande que le soleil, sa température élevée de 47 300 K en fait l'une des étoiles les plus lumineuses de la nébuleuse de la Tarentule, étant 3,6 millions de fois plus lumineuse que le Soleil. Mk 42 est 189 fois plus massive que le Soleil, c'est donc une des étoiles les plus massives connues derrière R136a1.
Mk 42 a été initialement classée comme de type spectral WN lors de sa découverte, puis comme O3 If. Bien qu’on lui attribue une classe de luminosité supergéante, il s’agit en réalité d’une étoile de la séquence principale qui brûle encore de l’hydrogène dans son noyau. Elle a probablement moins d'un million d'années.

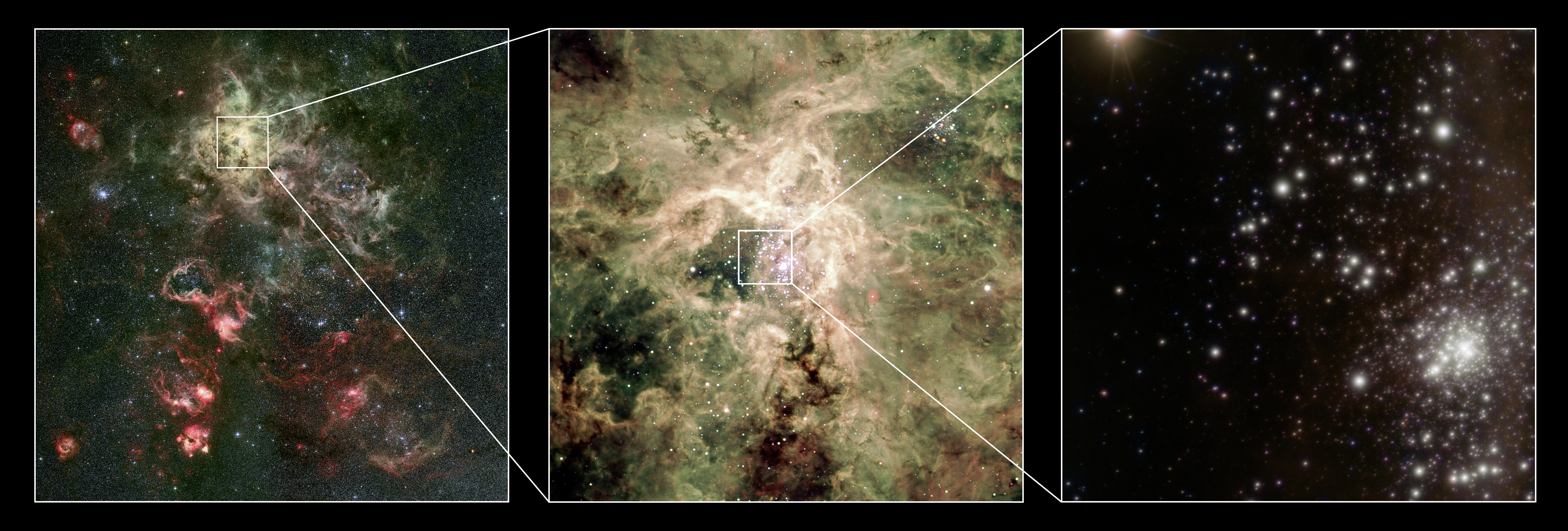
L'amas R136. Melnick 42 est juste au-dessus de l'amas principal dans l'image la plus à droite.

## Environnement stellaire
Elle se trouve à moins de deux parsecs du centre de l'amas R136 et de Melnick 34, une Étoile Wolf-Rayet très lumineuse.